# Nußlocher Wiesen
Das Natur- und Landschaftsschutzgebiet Nußlocher Wiesen liegt auf dem Gebiet der Gemeinde Nußloch und der Städte Leimen, Walldorf und Wiesloch im Rhein-Neckar-Kreis in Baden-Württemberg. 
Das Gebiet erstreckt sich westlich und südwestlich des Kernortes Nußloch entlang des Leimbaches. Durch das Gebiet hindurch verläuft die Kreisstraße K 4256 und am nordöstlichen Rand des Gebietes die B 3.

## Bedeutung
Das 69,3 ha große Naturschutzgebiet und das 51,7 ha große Landschaftsschutzgebiet stehen seit dem 27. August 1993 unter Schutz.
Es handelt sich um eine „für den Naturraum typische, ausgedehnte Wiesenniederung mit unterschiedlichen standörtlichen Gegebenheiten mit angepasstem Vegetationsmosaik aus Pflanzengesellschaften, die Trockenheit bzw. Feuchtigkeit anzeigen.“

## Schutzzweck
Schutzzweck des Naturschutzgebiets ist gemäß Schutzgebietsverordnung die Erhaltung und Förderung
- einer ausgedehnten Wiesenniederung als repräsentativer Ausschnitt des Naturraumes St. Ilgener Niederung;
- eines an unterschiedliche standörtliche Gegebenheiten angepassten Vegetationsmosaikes aus Pflanzengesellschaften, die Trockenheit bzw. Feuchtigkeit anzeigen;
- teilweise kleinparzellig bewirtschafteter Wiesenflächen auf Grund ihrer kulturhistorischen Bedeutung sowie ihres hohen Natürlichkeitsgrades;
- eines ökologischen Ausgleichsraumes in kleinklimatischer und hydrologischer Hinsicht;
- einer bedeutenden Freifläche in einem von Verkehrsstraßen durchzogenen städtebaulichen Verdichtungsraum;
- der an die Wiesen, Hecken, Feldgehölze und Feuchtgebiete angepassten Pflanzen- und Tierarten sowie die ökologische Aufwertung des Leimbaches.

Schutzzweck des ergänzenden Landschaftsschutzgebiets ist
- die Freihaltung eines landschaftstypischen Naherholungsgebietes in einem städtebaulichen Verdichtungsraum zur Minderung des Besucherdrucks auf das Naturschutzgebiet;
- die Erhaltung und Förderung von Obstbaumwiesen und ackerbaulich genutzten Flächen als Rückzugsgebiete und zusätzliche Nahrungsräume der Tierwelt des Naturschutzgebietes und
- die Minderung der Emissionswirkungen angrenzender Gewerbegebiete, Wohngebiete und Verkehrsflächen auf das Naturschutzgebiet.